# 月山酒造
月山酒造株式会社（がっさんしゅぞう）は、山形県の清酒製造業を行う酒蔵である。

## 沿革
月山酒造は(株)設樂酒造店（1896年創業、西村山郡西川町）、鈴木酒造(資)（1700年創業、西村山郡朝日町）、(株)八幡屋酒造店（1780年創業、寒河江市）の3社が1972年に設立した会社である。代表銘柄「銀嶺月山」を中心に、それぞれの蔵元で醸される地元銘柄「一声」「豊龍」「白菊」を販売している。

## 代表銘柄
- 銀嶺月山（ぎんれいがっさん）
- 白菊
- 一声
- 大観

## 近年の受賞歴
- 日本全国美酒鑑評会[2]2013　火入れ部門[3]

準大賞。「銀嶺月山　純米大吟醸（限定醸造）」
- インターナショナル・ワイン・チャレンジ（ＩＷＣ）2014[4]

純米吟醸・純米大吟醸の部 金メダル。「銀嶺月山　純米大吟醸（限定醸造）」
吟醸・大吟醸の部 銅メダル。「銀嶺月山　大吟醸　青ラベル」
- 全米日本酒鑑評会[5]2014

大吟醸 大吟醸B部門金賞
純米大吟醸（限定醸造）大吟醸B部門金賞
純米吟醸 月山の雪 吟醸部門銀賞
- インターナショナル・ワイン・チャレンジ（ＩＷＣ）2015[6]

SAKE部門 グレートバリュー・アワード 銀嶺月山　本醸造
- 2017年度 全米日本酒歓評会[7]

月山酒造大吟醸 大吟醸B部門金賞
- 全国新酒鑑評会[8]（2017年）[9]

一声（設楽酒造）入賞
銀嶺月山（鈴木酒造）金賞
- ワイングラスでおいしい日本酒アワード2018[10]

メイン部門　金賞。「銀嶺月山　純米吟醸」
大吟醸部門　金賞。「銀嶺月山　純米大吟醸（限定醸造）」

## 参考資料
- 山形企業等情報データベース
- サケサムライ公式サイト